# Euxoa galcialis
Euxoa galcialis är en fjärilsart som beskrevs av Philogène Auguste Joseph Duponchel 1826. Euxoa galcialis ingår i släktet Euxoa och familjen nattflyn. Inga underarter finns listade i Catalogue of Life.